# Ongar (Regno Unito)
Ongar è una parrocchia civile dell'Inghilterra, appartenente alla contea dell'Essex.